# Jeff Bostic
Jeff Lynn Bostic (18 de septiembre de 1958) en Greensboro, Carolina del Norte) fue un liniero ofensivo de fútbol americano que jugó para los Pieles Rojas de Washington en la NFL.
Un graduado de los Tigres de Clemson, Bostic fue nombrado para iniciar el partido del All-ACC en 1979 como liniero ofensivo para los Tigres. También fue nombrado para el Equipo del Centenario de Clemson en 1996, y es miembro del Salón de la Fama de Clemson desde 1997. En 1999, fue elegido para ser miembro del Salón de la Fama de Carolina del Sur.
Jugó profesionalmente para los Pieles Rojas de Washington de 1980 a 1993 ayudándolos a ganar tres Super Bowls (XVII, XXII y XXVI) convirtiéndose en el único jugador egresado de Clemson que ha jugado en tres Super Bowls. Fue seleccionado al Pro Bowl en 1983. Después de retirarse en 1993, fue nombrado como uno de Los 70 Pieles Rojas Más Grandiosos de la historia.
Bostic fue miembro de "Los Cerdos", la famosa línea ofensiva de Washington que incluía a otros jugadores como Russ Grimm, Mark May, Joe Jacoby y George Starke, y otros más que se unieron al equipo más tarde.
Es el hermano menor del exjugador de los Cardenales de Arizona, el guardia Joe Bostic.